# ای‌ننک-اینتی
ای‌نِنِک-اینتی (انگلیسی: Inenek-Inti) یک ملکه همسر در مصر باستان بود که در دوران حکمرانی دودمان ششم مصر زندگی می‌کرد. وی همسر فرعون پپی یکم بود.

## مقبره
وی در هرمی در سقاره به خاک سپرده شد. هرم او بخشی از مجموعه هرمی است که به شوهرش، فرعون پپی یکم تعلق دارد. مجموعه او در غرب مجموعه ملکه نوب‌ونت قرار گرفته است. به نظر می‌رسد ای‌ننک-اینتی اندکی از نوب‌ونت مهم‌تر بوده، چرا که هرم و معبد تدفینی‌اش اندکی بزرگ‌تر از آنِ نوب‌ونت است.
مجموعه ای‌ننک-اینتی با دیواری پیرامونی محصور شده بود. معبد تدفینی او به گونه‌ای ساخته شده بود که بنا در امتداد گوشه‌ای پیچ می‌خورد. این معبد شامل تالاری کوچک با ستون‌هایی درونی و یک حیاط روباز بود که در آن چندین میز نذر و هدیه قرار داشت.